# Staatsmijn Beatrix
De Staatsmijn Beatrix was de laatste Nederlandse steenkolenmijn die gebouwd werd. Bij gelegenheid van 50 jaar Staatsmijnen werd in 1952 bekendgemaakt dat een vijfde Staatsmijn zou worden bijgebouwd. De bouw hiervan startte in 1954 in Herkenbosch en werd in 1962 stilgelegd toen er een diepte was bereikt van 710 meter. Deze mijn, die werd aangelegd door DSM, is nooit in gebruik genomen. Tijdens de bouw van de schachten werd duidelijk dat aardgas en aardolie de rol van steenkool zouden overnemen. Steenkoolmijnbouw in Nederland was niet meer rendabel.

## Geschiedenis
Naast de steenkoolvelden in Zuid-Limburg was men op zoek naar andere gebieden, om de steenkolenvoorziening voor Nederland veilig te stellen. In 1907 was men aan de Duitse kant van de grens bij proefboringen op steenkool op een winbare diepte gestoten. Vanaf 1914 werd deze steenkool ontgonnen door de mijn Sophia-Jacoba in Hückelhoven-Ratheim. Deze mijn is tot 1997 in bedrijf geweest.
De locatie van de Staatsmijn Beatrix werd gekozen om het feit dat de kolen hier het minst diep zaten. In de omgeving was bovendien weinig bebouwing zodat een mogelijke uitbreiding geen probleem zou vormen. De mijn lag op een stuk land dat aan drie kanten omgeven is door Duits grondgebied, waardoor het grootste deel van de concessie zich onder Duitse bodem bevond. Het voornemen was dan ook om steenkool te ontginnen onder Duits grondgebied. Uiteindelijk was het de bedoeling om aan te sluiten op het gangenstelsel van de Duitse mijn Sophia-Jacoba, die toen in eigendom was van het Nederlandse SHV.
In 1953 viel de beslissing om te starten met de bouw. In 1954 vonden de voorbereidende bouwwerkzaamheden plaats. In 1955 werd begonnen met boren van de twee schachten. In 1960 werd de eerste kolenlaag doorsneden. Kort van tevoren was er toestemming verleend om op Duits grondgebied kolen te winnen. In 1962 werd de bouw stilgelegd. Men had toen een diepte van 710 meter bereikt.
De schachten werden afgedekt door betonnen deksels. Een mogelijke toekomstige winning zou dan een voorsprong van drie jaar geven. Koninklijke DSM NV bezit de concessie nog steeds.
In 1986 werd de noordelijke schacht geopend en in gebruik genomen door het VROS Deepwater Research and Training Centre, dat het diepe water van de schacht gebruikte voor een duikschool en voor het testen van diepzeeapparatuur. Enige jaren later ging dit bedrijf failliet.
De omgeving van het terrein is onderdeel van Nationaal Park De Meinweg.

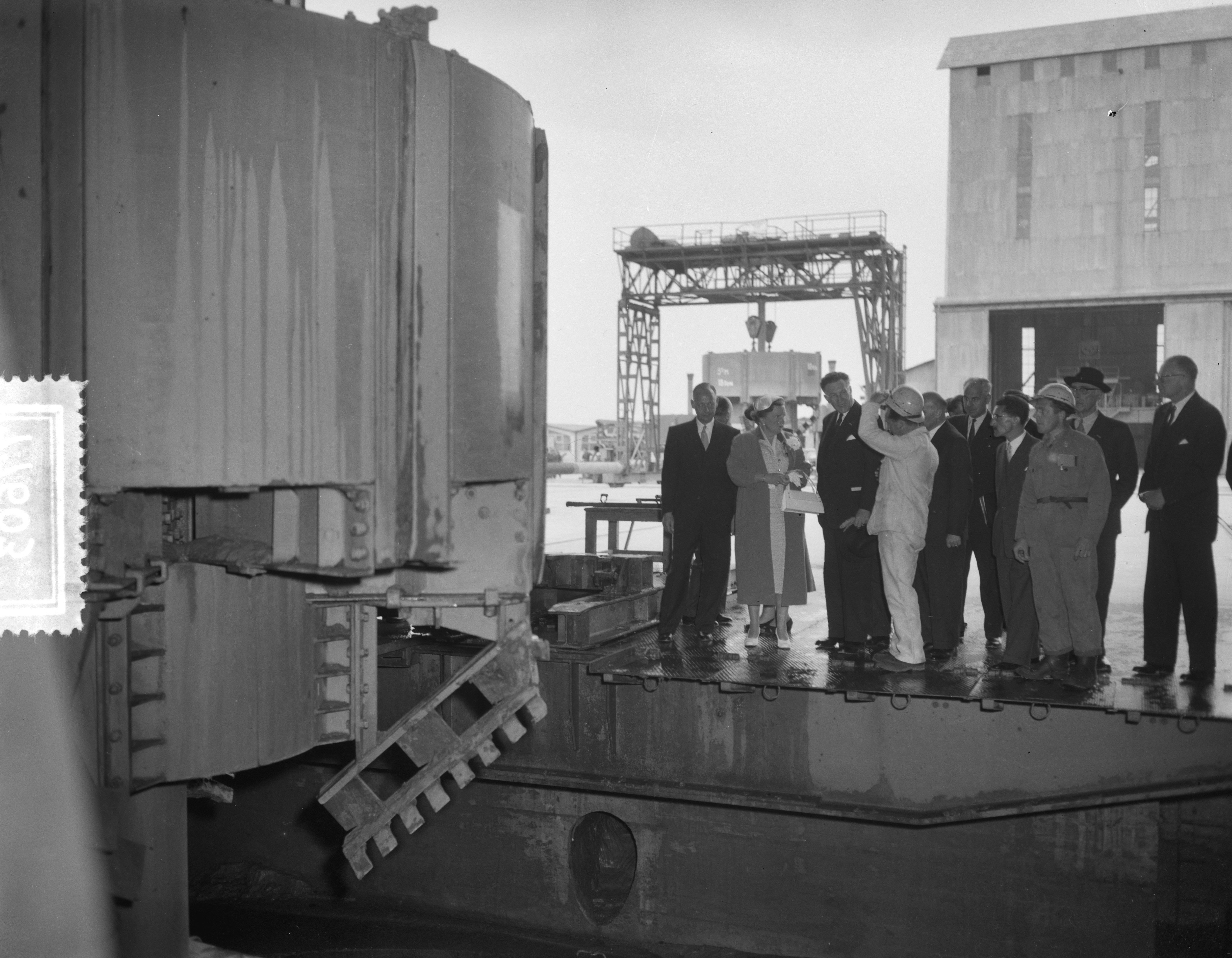
Bezoek van koningin Juliana (1956)
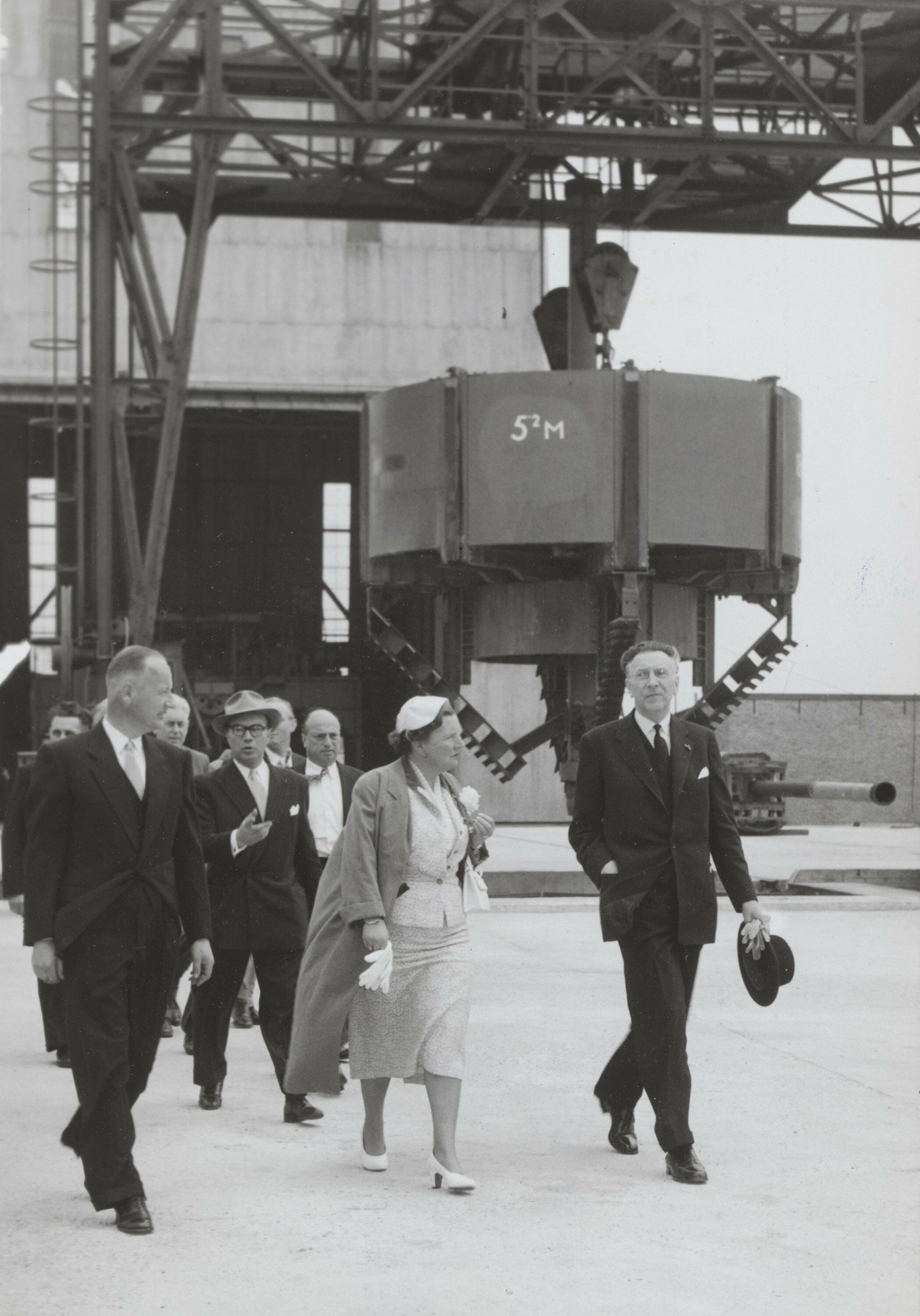
Bezoek van koningin Juliana (1956)
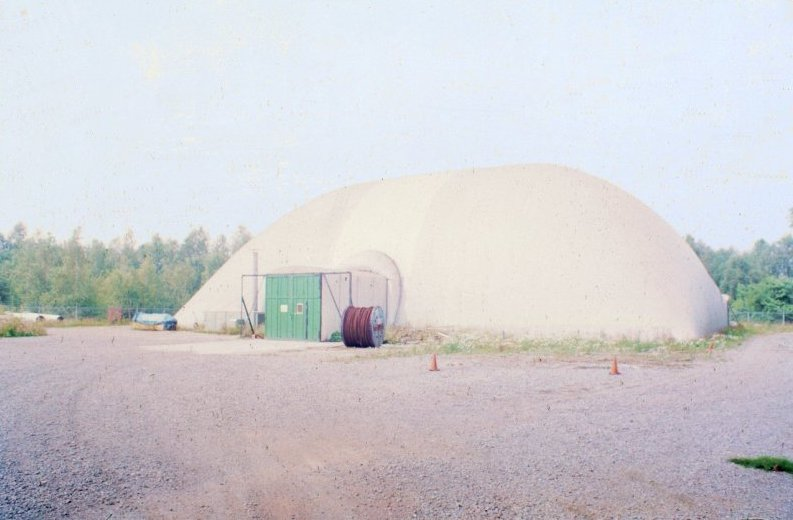
Hal over de noordelijke schacht (1987)
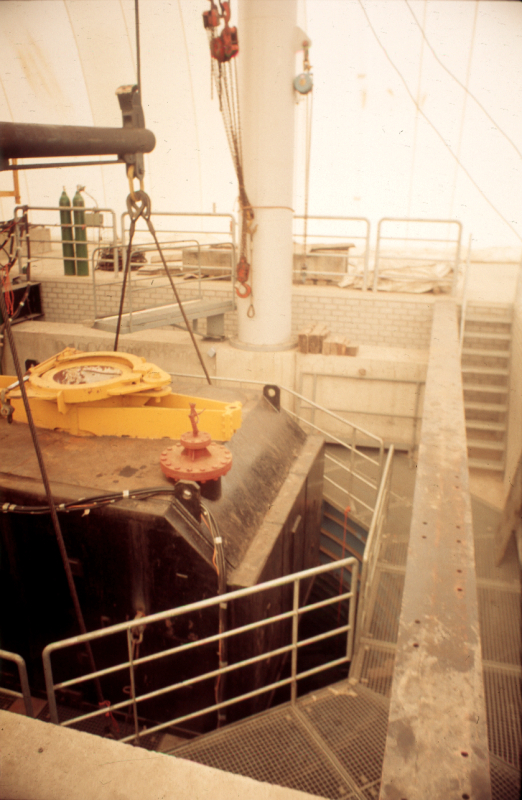
Schachtopening (1987)
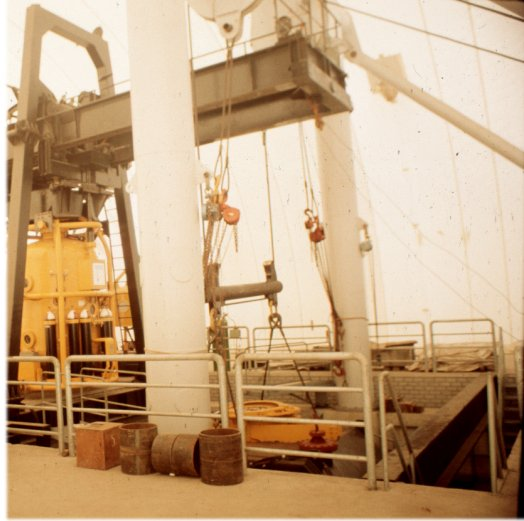
Hijsinstelling (1987)